# Isaac Gálvez
Isaac Gálvez López (20. maj 1975 – 26. november 2006) var en spansk professionel cykelrytter. Han var sprinter og banerytter og kørte for cykelholdet Caisse d'Epargne.
Han omkom under tragiske omstændigheder ved et sammenstød med den belgiske banerytter Dimitri De Fauw ved seksdagesløbet i Gent (Belgien) natten til den 26. november 2006.